# Chocolate Step
Der Chocolate Step ist ein seichter Gletscherbruch im ostantarktischen Viktorialand. Er liegt im oberen Teil des Tucker-Gletschers.
Die Südgruppe der New Zealand Federated Mountain Clubs Antarctic Expedition (NZFMCAE, 1962–1963) benannte ihn, nachdem Wissenschaftler einer von 1957 bis 1958 durchgeführten Kampagne der New Zealand Geological Survey Antarctic Expedition bereits den Biscuit Step und den Pemmican Step im selben Gletscher benannt hatten.